# يونيون (كونيكتيكت)
يونيون (بالإنجليزية: Union)‏ هي بلدة في ولاية كونيكتيكت الأمريكية في شمال شرق مقاطعة تولاند. 
بلغ تعداد السكان 845 نسمة في إحصاء عام 2010، مما يجعلها أقل المدن سكاناً في الولاية.
كانت أول مستعمرة أوروبية في يونيون في عام 1727، مما جعلها آخر بلدة تنشأ في شرق نهر كونيكتيكت. وكان أول مستعمر هو جيمس ماكنيل من أيرلندا. ثم تبعه أخوه وليام. وأدمجت البلدة رسمياً عام 1734.
وتبلغ المساحة الإجمالية للبلدة وفق مكتب الإحصاء الأمريكي 77 كم مربع. وتقع بها بحيرة ماشابوغ.